# 가문 (사회)
가문(家門)은 부계 혈연 집단을 기반으로 형성되어 조상과 성씨를 공유하는 집단이다. 가문은 단순히 혈연만을 포함하는 것이 아니라, 가풍 등 생활 양식을 공유하는 공동체적 개념이다.
사회에서 인간의 상하관계를 발생시키는 요인은 재산이나 가문과 같이 세습 혹은 상속되는 것도 있다. 학력과 같이 현대에 있어서 특히 관심을 모으고 있는 것을 들 수 있겠다. 일반적으로 상속재산이나 가문과 같이 개인이 미리 부여받은 요인과, 학력이나 직업등과 같이 개인이 획득한 요인으로 분류되고 있다. 이 구별은 형식적으로 이해되어서는 안된다. 재산상속이나 가문이, 개인이 후에 획득할 수 있는 것에 큰 영향을 준다는 것은 주지의 사실이다. 그러나 이 구별은 사회의 성층, 환언하면 인간의 상하관계가 이루어질 때에 개인이 그 가운데에서 차지하게 되는 지위가 미리 정해져서 그 지위의 성층구조를 세습이나 상속에 의해서 영속화하려는 메커니즘과, 경쟁적 사회관계 속에서 개인이 무엇을 획득하는가를 중시하는 메커니즘이 있다는 것을 시사하고 있다.
주로 귀족이나 가문을 인정받은 젠트리 같은 준귀족, 자본가 등 상류층이 가지고 있으며 가문을 가진 사람들은 그 적은 숫자에도 불구하고 선진국을 포함한 세계의 많은 나라에서 1인당을 기준으로 엄청난 영향력을 행사할 수 있는 힘이 있다. 이럴 수 있는 이유는 그들 집단에는 이상한 사람들이 거의 없기 때문인 점도 있다. 고대 그리스의 민주주의 사회에선 평범한 시민들 가문도 인정되었음을 암시하는 기록들이 있지만 귀족들에 비해 애착을 갖지 않거나 실용성이 떨어졌을 수 있다.
전통적 지역 등에서는 가문이나 종교 등도 커다란 비중을 차지하는 일이 있다. 정치·경제체제나 사회제도의 특질에 따라 가문의식이나 신분의식이 오래 남아 있는 경우도 있고 평등이 새로운 신화(神話)가 되어 믿어지고 있는 일도 있다.

## 같이 보기
- 씨족
- 문중